# St. Mary megye
Saint Mary megye az Amerikai Egyesült Államokban, azon belül Louisiana államban található. Megyeszékhelye Franklin, legnagyobb városa Morgan City. Lakosainak száma 49 406 fő (2020. április 1.). St. Mary megye Iberia, St. Martin, Assumption és Terrebonne megyékkel határos.

## Népesség
A megye népességének változása:
| Lakosok száma | 54 577 | 54 161 | 53 558 | 53 543 | 52 810 | 49 406 |
|               | 2010   | 2011   | 2012   | 2013   | 2015   | 2020   |